# Hollenbach (Mühlhausen)
Hollenbach ist ein Ortsteil der Stadt Mühlhausen/Thüringen im Unstrut-Hainich-Kreis in Thüringen.

## Lage
Am nördlichen Übergang der Unstrutniederung um Mühlhausen in das Eichsfelder Hügelland übergehend befindet sich der Ortsteil Hollenbach östlich von Bickenriede an der Landesstraße 1006 von Mühlhausen nach Küllstedt und weiter. Hollenbach entstand als Straßendorf am Oberlauf des Hollenbachs, eines rechten Nebenbaches des Schildbaches. Höchste Erhebung ist der 330,1 m hohe Sommerberg südwestlich der Ortslage. Der größte Teil der Ortsgemarkung ist fruchtbares Ackerland. Im Norden ist der Schildbach mit seinem mäandrierenden Lauf und naturnahem Auenwald landschaftsprägend. Im Süden liegt der Steingraben, auch Hollenbacher Steingraben genannt, bei dem es sich um ein Trockental mit nur sporadischer Wasserführung handelt.

## Geschichte

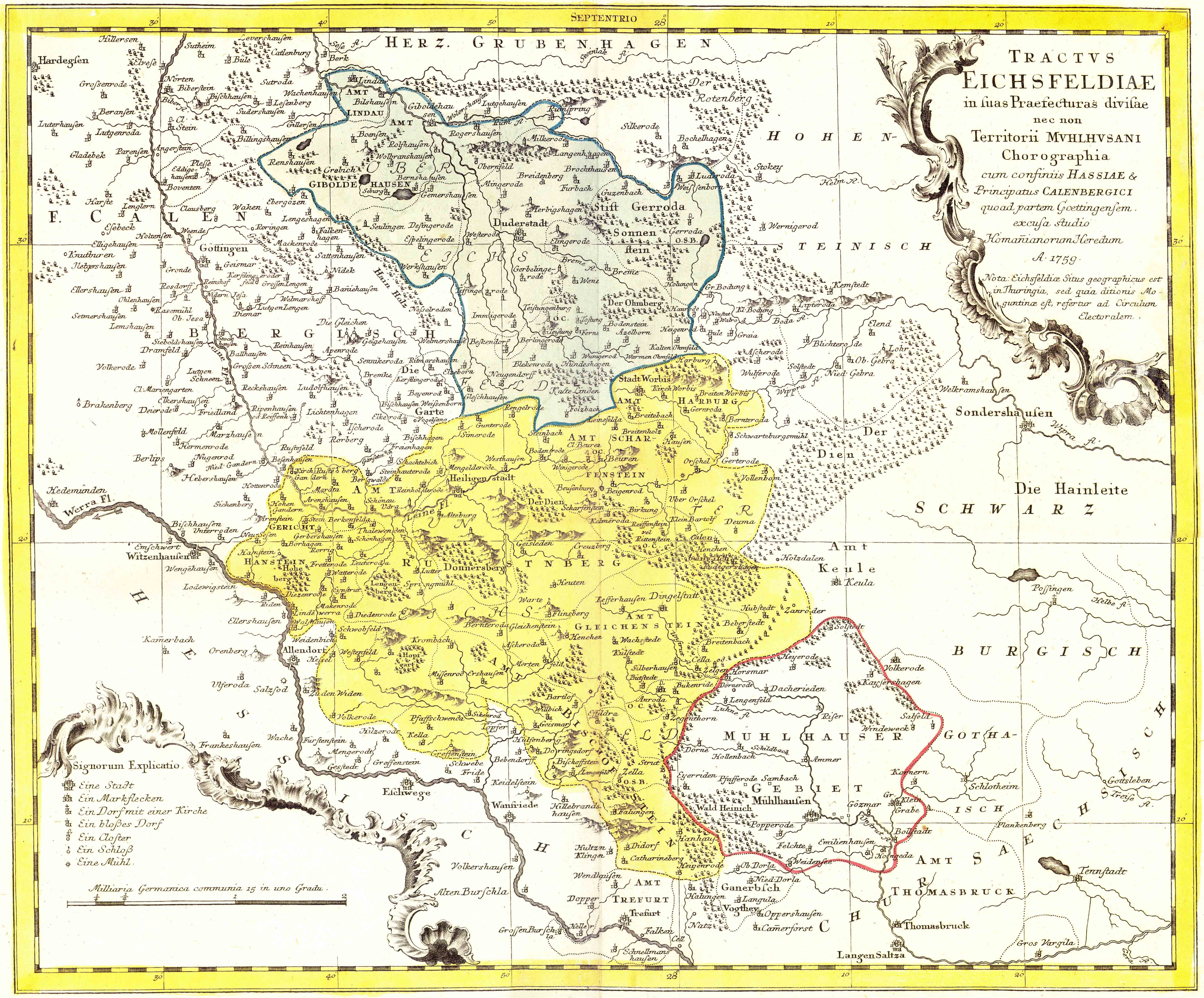
Das Eichsfeld und das Gebiet der Freien und Reichsstadt Mühlhausen mit Hollenbach um 1759 (Die Karte enthält einige Fehler: siehe Kartenbeschreibung auf Commons)

Im Jahre 1262 ist Hollenbach erstmals urkundlich erwähnt worden. Hollenbach bedeutet wahrscheinlich sumpfiges Umland am Bach. Das Dorf hatte eine bewegte Geschichte. Erst gehörte es bis 1308 zum Kloster Anrode, dann ging es an die Reichsstadt Mühlhausen. 1400 waren 13 Landbesitzer im Dorf. 1424 brannte das Dorf. 1429 raubten die Herren von Hanstein das Vieh der Bauern. 1565 zählte man in Hollenbach 25 Mann Bevölkerung.
1802 fiel Hollenbach zusammen mit Mühlhausen an das Königreich Preußen, von 1807 bis 1813 an das von Napoleon geschaffene Königreich Westphalen (Kanton Dörna) und wurde nach dem Wiener Kongress 1816 dem Landkreis Mühlhausen in der preußischen Provinz Sachsen zugeordnet.
Anfang April 1945 wurde der Ort von US-Truppen besetzt und Anfang Juli an die Rote Armee weitergegeben. Damit wurde Hollenbach Bestandteil der SBZ und ab 1949 der DDR.
Nach dem Zweiten Weltkrieg mussten die Bauern den Weg der Kollektivierung gehen und nach der politischen Wende neue Formen der Landarbeit finden.
Im Juli 2012 beging Hollenbach drei Tage lang, auch mit einem Festumzug, die 750-Jahr-Feier seiner urkundlichen Ersterwähnung.
Am 1. Januar 1997 wurde Hollenbach ein Ortsteil der Gemeinde Anrode. Diese wurde am 1. Januar 2023 aufgelöst, wodurch Hollenbach ein Ortsteil der Stadt Mühlhausen/Thüringen wurde.

## Sehenswürdigkeiten
Im Zentrum des Ortes steht die Dorfkirche St. Maria Magdalena mit einem kleinen, vorgelagerten Kirchanger. Ein Wahrzeichen des Ortes ist die alte Eiche beim Dorfgemeinschaftshaus am Südwestrand des Dorfes. Sie wurde am 2. September 1871 als Friedenseiche gepflanzt. Alte Buchen- und Eichenwälder befinden sich in der Uferriede auf dem Sommerberg.